# هالشزتور (متروی برلین)

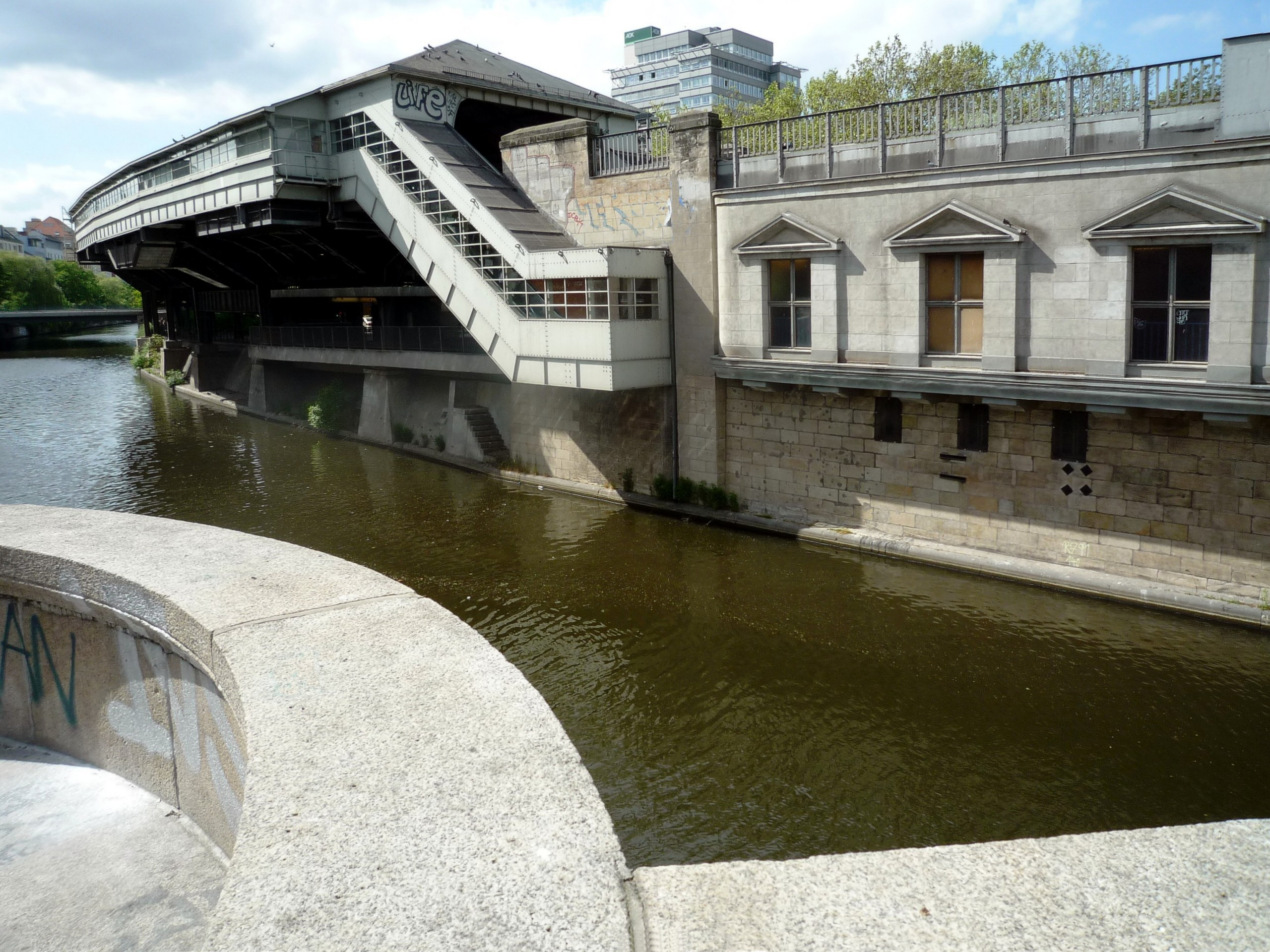
هالشزتور

هالشزتور (انگلیسی: Hallesches Tor) یکی از ایستگاه‌های متروی برلین و محل تقاطع دو خط او۱ و او۶ است. این ایستگاه در منطقه کرویتسبرگ قرار دارد و به خاطر پل نزدیک آن (به همین نام و به معنی دروازه هاله، این دروازه در سده هجدهم از بین رفت) این نام را دارد.